# كلوديا جينينغز
كلوديا جينينغز (بالإنجليزية: Claudia Jennings)‏ هي عارضة وممثلة أمريكية، ولدت في 20 ديسمبر 1949 في الولايات المتحدة، وتوفيت بنفس المكان في 3 أكتوبر 1979. من الجوائز التي نالتها بلاي بوي بلاي ميت سنة 1969.

## جوائز
- بلاي بوي بلاي ميت (1969)

## وصلات خارجية
- كلوديا جينينغز على موقع IMDb (الإنجليزية)
- كلوديا جينينغز على موقع ألو سيني (الفرنسية)
- كلوديا جينينغز على موقع أول موفي (الإنجليزية)
- كلوديا جينينغز على موقع قاعدة بيانات الأفلام السويدية (السويدية)
- كلوديا جينينغز على موقع قاعدة بيانات الفيلم (الإنجليزية)
- كلوديا جينينغز على موقع كينوبويسك (الروسية)